# Rozumiwka (obwód kirowohradzki)
Rozumiwka (ukr. Розумівка) – wieś na Ukrainie, w obwodzie kirowohradzkim, w rejonie kropywnyckim, w hromadzie Ołeksandriwka. W 2001 liczyła 833 mieszkańców, spośród których 822 wskazało jako ojczysty język ukraiński, 9 rosyjski, a 2 mołdawski.